# Michael Norman
Michael Arthur Norman (San Diego, 3 de diciembre de 1997) es un deportista estadounidense que compite en atletismo, especialista en las carreras de velocidad.
Participó en los Juegos Olímpicos de Tokio 2020, obteniendo una medalla de oro en la prueba de 4 × 400 m. Ganó dos medallas de oro en el Campeonato Mundial de Atletismo de 2022, en las pruebas de 400 m y 4 × 400 m.

## Palmarés internacional
| Juegos Olímpicos   | Juegos Olímpicos        | Juegos Olímpicos | Juegos Olímpicos |
| Año                | Lugar                   | Medalla          | Prueba           |
| ------------------ | ----------------------- | ---------------- | ---------------- |
| 2020               | Tokio (Japón)           | Medalla de oro   | 4 × 400 m        |
| Campeonato Mundial |                         |                  |                  |
| Año                | Lugar                   | Medalla          | Prueba           |
| 2022               | Eugene (Estados Unidos) | Medalla de oro   | 400 m            |
| 2022               | Eugene (Estados Unidos) | Medalla de oro   | 4 × 400 m        |